# Усния Реджепова
Усния Реджепова (на македонска литературна норма: Уснија Реџепова, на сръбски: Уснија Реџепова) е актриса, певица и текстописка от Република Македония и Сърбия.

## Биография
Родена е на 4 февруари 1946 година в град Скопие, тогава в границите на Федеративна народна република Югославия, днес Северна Македония. Реджепова е от циганско-турски произход.
Завършва гимназия в Скопие, а след това арабистика във Филологическия факултет в Белград. Играе ролята на Кощана в Народния театър в Белград в продължение на 25 години, под режисурата от Раша Плаович. Усния Реджепова се появява като певица във филма от 1974 година „Дервиш и смърт“. Получателка е на националната пенсия на Република Сърбия от 29 декември 2011 година.
Умира от рак на белия дроб на 1 октомври 2015 година в Белград. Възпоменанието се провежда на 2 октомври 2015 година в Радио Белград и е погребана в градските гробища Бутел в Скопие на 4 октомври 2015 година.
Усния Реджепова оставя хитовете „Казуј, крчмо, џеримо“, „Животе мој“, „Ја са југа, ти са севера“, „О, песмо моја“, „Расуле се косе моје“, „Шта хоћеш“, „Због тебе, мори Лено“, „Око Ниша киша...“ и други. 

## Фестивали
- 1971. „Илиджа“ - Тешкото
- 1972. „Илиджа“ - Да има љубов, да има срека
- 1975. Югославски фестивал „Париж“ - Шта је живот, кад љубави нема
- 1976. Белградски събор - Kavusan sevgililer
- 1976. „Илиджа“ - Не гледај ме
- 1978. Хит парада - Шта да радим с тобом
- 1979. Хит парада - Хоћеш љубав кћери Рома
- 1981. Хит парада - О песмо, о игро моја
- 1983. Хит парада - Казуј крчмо џеримо
- 1984. МЕСАМ - Дајте ми даире
- 1985. Хит парада - Расуле се косе моје
- 1986. Посело године 202 - Расуле се косе моје
- 1986. Валандово - Мерак ми е да запеам
- 1987. МЕСАМ - Коштанина песма
- 1989. МЕСАМ - Животе мој
- 1995. Посело 202  Кад' љубим ја
- 1996. Моравски бисери - Тражим те
- 2006. Гранд фестивал - Ми смо посестриме (дует с Есма Реджепова)